# ミニチュア作品の音楽祭
ミニチュア作品の音楽祭（ミニチュアさくひんのおんがくさい） は音楽祭の形式の一つである。1990年代に競って行われた。
できるだけ多くの作曲家をとりあげ、作品を無報酬で委嘱する代わりに書き上がった作品は原則的にすべて上演する。各曲は負担の少ない演奏時間で書かれることになる。
演奏可能な作品がすべて音になるので、現在の作曲界が短時間で展望できる反面、質的に査定されないので玉石混淆のプログラムになるが、「どんな酷い作品でも本当に優れた作品かどうかは解からない」と言われる作品評価学の観点から見ると非常に意味を持った企画になる。一種の連作や合作に近いプログラムもある。
開催された例としては、以下のようなものがある。
1. デルメンホールスト／ドイツ、ハンス・ヨアヒム・ヘスポスの企画、ラジオブレーメンの共催、1995年11月11日、一分間の作品、楽器編成：String orchestra, pno, solo cello, Sop, 2 actors. Difficulty: moderate. String orchestra very easy; 主催：Neue Musik Delmenhorst: ラジオ・ブレーメンの放送」
2. インスブルック／オーストリア、テーマは "Migration／移住" 40秒の作品､楽器編成： 2 voice, w:2-0-0-Sax, b:0-0-1-0, 2 perc, Hp, Acc, Gt, Violins and Violas. 開催日：1996年12月28日. Tiroler Ensaemble für Neue Musik 指揮：Günter Zechberger, ORF／オーストリア放送協会によるÖsterreich 1のライヴ放送
3. ペスカラ／イタリア、テーマは"ペスカラ・ペスカラ", 70秒の作品 ､楽器編成: w:1-1-1-1, b:1-1-1-0, 3 perc, strings(10-8-4-4-2). CD・楽譜の出版 と1997年12月15日の演奏オラデイア州立管弦楽団､キオラ・ミュージック・プレスの主催
4. チューリッヒ／スイス、ミニ・オペラ、1999年8月、4分前後の作品で小編成のアンサンブル
5. リュネル／フランス、2000年記念作品、四重奏で8分の作品（20秒の作品を一人24曲）2000年5月28日初演、主催：アンサンブル・デカダンス 、再演:2004年2月13日パリのアニメーション・センター・ホール、再再演2004年6月5日リュネルの音楽アカデミー
6. ミュンヘン／ドイツ、2001年12月、テクノを使った音楽劇で5分物の小編成
7. ダブリン／アイルランド、2003年10月、演奏時間1分で次の楽器編成による、3 Voices, Tenor Saxophone, Horn, Guitar, Cello and Double Bass

その他アメリカの電子音楽祭など